# IC 4205
IC 4205 — галактика типу SBab () у сузір'ї Велика Ведмедиця.
Цей об'єкт міститься в оригінальній редакції індексного каталогу.